# María Alejandra Vicuña
María Alejandra Vicuña Muñoz (sinh ngày 13 tháng 2 năm 1978) là một chính trị gia nữ quyền người Ecuador, từng giữ chức Phó Tổng thống Ecuador dưới thời Tổng thống Lenin Moreno trong khoảng thời gian từ tháng 1 đến tháng 12 năm 2018, trước đây là Bộ trưởng Phát triển Đô thị và Nhà ở của Ecuador.

## Sự nghiệp
Vicuña lần đầu tiên được bầu vào Quốc hội năm 2009 và được bầu lại để phục vụ vào năm 2013. Khi phục vụ tại Quốc hội, bà giữ chức Phó chủ tịch ủy ban lớn nhất về sức khỏe và phúc lợi của Công dân Ecuador, và là thành viên sáng lập của Ủy ban Giáo dục, Khoa học, Công nghệ và Truyền thông.
Bà được Tổng thống Lenin Moreno đặt tên là Bộ trưởng Bộ Phát triển Đô thị và Nhà ở vào tháng 5 năm 2017. Sau khi đình chỉ Phó Tổng thống Jorge Graffiti, Vicuña được bổ nhiệm làm Phó Chủ tịch cho đến khi các tội danh tham nhũng của Graffiti bị phát hiện.

## Phó tổng thống Ecuador

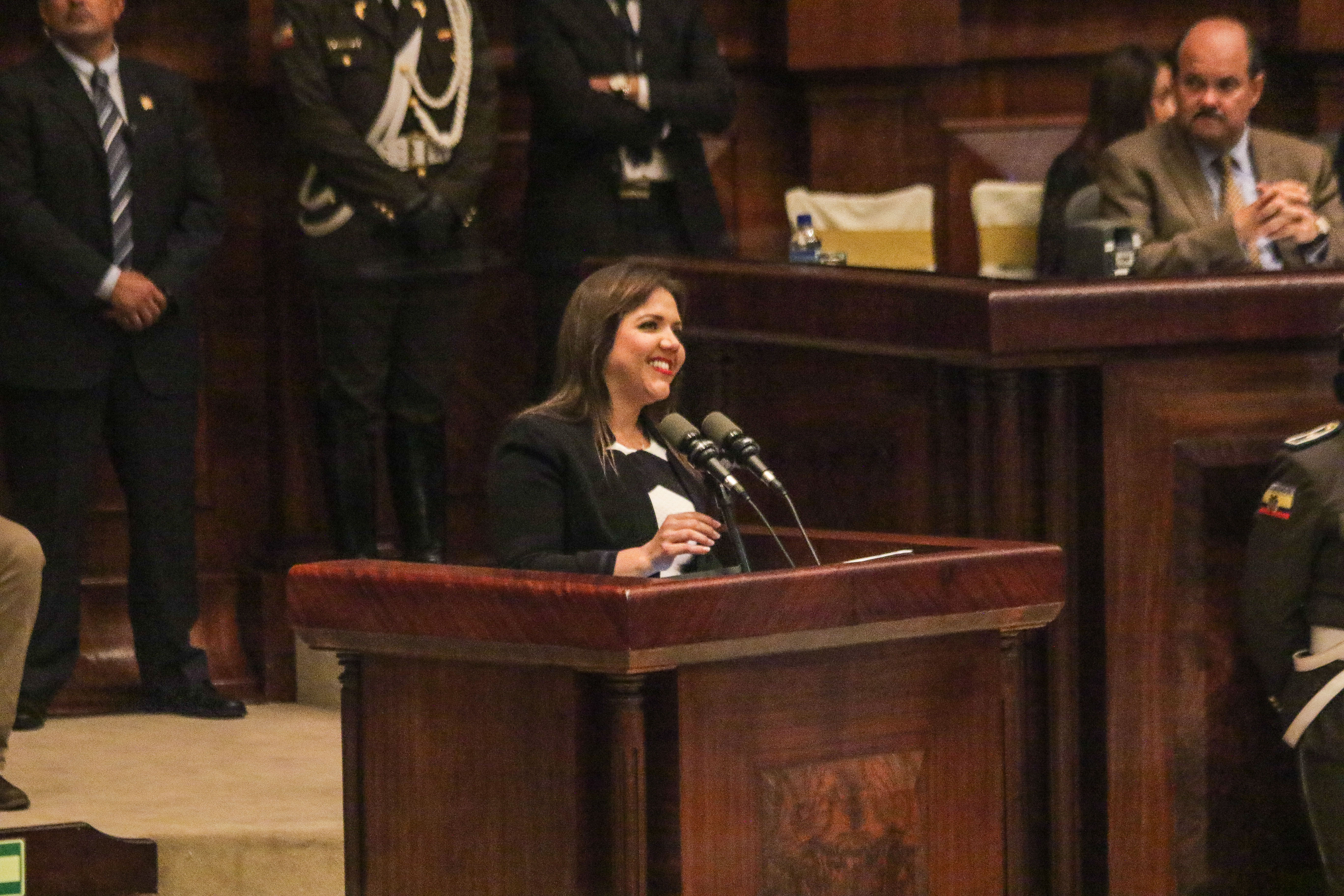
María Vicuña phát biểu sau khi tuyên thệ nhậm chức Phó Tổng thống Ecuador trước Quốc hội

Graffiti đã bị kết án vì tham nhũng liên quan đến vụ bê bối hối lộ Odebrarou. Đã vắng mặt Phó Chủ tịch trong hơn 90 ngày, Quốc hội được yêu cầu bỏ phiếu cho một ứng cử viên để phục vụ vĩnh viễn vai trò của Phó Chủ tịch.
Vào ngày 6 tháng 1 năm 2018, Vicuña đã chính thức tuyên thệ nhậm chức Phó Tổng thống Ecuador sau khi Quốc hội bỏ phiếu phê chuẩn bà cho vị trí này.  Bà đã được xác nhận sau khi 70 thành viên hội đồng bỏ phiếu cho bà nhậm chức, 17 nhà lập pháp bỏ phiếu chống lại đề cử và 19 phiếu trắng. Bà là người phụ nữ thứ hai từng giữ chức Phó Tổng thống Ecuador, sau khi Rosalía Arteaga nhậm chức vào năm 1996.
Vào ngày 3 tháng 12 năm 2018, Vicuña đã bị đình chỉ nhiệm vụ với tư cách là Phó chủ tịch. Vào ngày 4 tháng 12 năm 2018, Vicuña tuyên bố mong muốn từ chức Phó chủ tịch. Vào ngày 11 tháng 12 năm 2018, Otto Sonnenholzner đã được bầu làm Phó Tổng thống Ecuador sau khi Quốc hội phê chuẩn ông cho vị trí này.  